# Essvik
Essvik is een plaats in de gemeente Sundsvall in het landschap Medelpad en de provincie Västernorrlands län in Zweden. De plaats heeft 818 inwoners (2005) en een oppervlakte van 119 hectare. De plaats ligt op een schiereiland op de plaats, waar de rivier de Ljungan uitmondt in de Botnische Golf.